# Baterie electrică

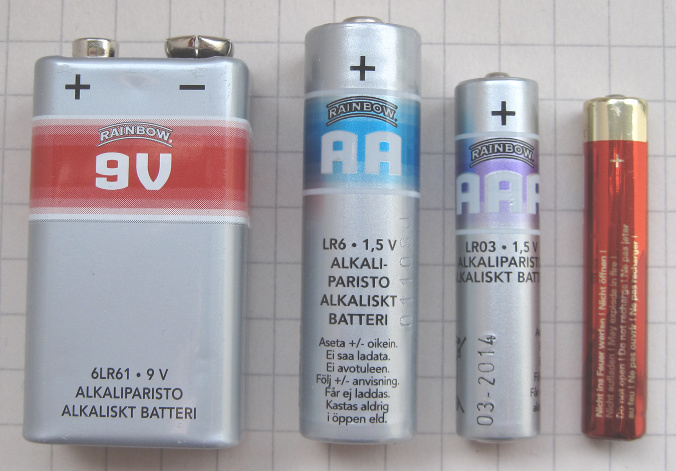
Baterii A 9V, AA, AAA şi AAAA

O baterie electrică este un mediu electrochimic de stocare a energiei. La descărcare se transformă energia chimică (stocată) în energie electrică cu ajutorul unei reacții (redox) electrochimice. Expresia „baterie” provine de la cuplarea în serie a mai multor elemente (celule electrochimice, elemente voltaice), expresie care, prin extensie, este folosită și pentru „bateriile” cu un singur element.
De la inventarea primei baterii, așa numita pilă voltaică, în anul 1800 de către fizicianul italian Alessandro Volta, și, în special, de la apariția celulei Daniell în 1836, bateriile au devenit o sursă de electricitate comună multor aplicații atât din sectorul casnic, cât și industrial (baterii atât pentru vehicule electrice cât și pentru cele clasice). Conform unei estimări realizate în anul 2005, industria dedicată acestora generează la nivel global 48 de miliarde de dolari americani, cu o creștere anuală de 6%.
Există două tipuri principale de baterii: baterii primare (baterii de unică folosință) și baterii secundare (baterii reîncărcabile). Acestea din urmă sunt de fapt acumulatori. Bateriile pot căpăta forme diverse.

## Istoric
Istoria modernă a primelor baterii electrice sau elemente galvanice începe cu pilă voltaică construită de Alessandro Volta. Istoria antică furnizează anumite informații despre anumite artefacte sau dispozitive numite Bateria de la Bagdad.

## Funcționare
Producerea curentului electric se realizează prin acțiunea chimică a acizilor sau a sărurilor asupra metalelor.

## Capacitatea bateriilor și descărcarea
Capacitatea unei baterii este cantitatea de sarcină electrică ce poate fi stocată. Se exprimă în amper-oră (Ah).
Datorită reacțiilor chimice din cadrul celulelor, capacitatea unei baterii depinde de condițiile de descărcare precum valoarea curentului (valoare ce variază în funcție de timp) etc.

## Reciclare
În Uniunea Europeană, producătorii de baterii sunt obligați să colecteze deșeurile acestor produse în proporție de cel puțin 25% din producție până în 2012, respectiv 45% până în 2016.